# Abd-al-Múttalib (nom)
Abd-al-Múttalib (àrab: عبد المطلب, ʿAbd al-Muṭṭalib) és un nom masculí àrab d'època preislàmica, emprat també pels musulmans xiïtes que literalment significa ‘Servidor d'al-Múttalib’. El primer a prendre aquest nom fou Xayba ibn Hàixim, avi patern del profeta Muhàmmad: per la seva estreta relació amb el seu oncle al-Múttalib, Xayba hauria pres el nom o malnom d'Abd-al-Múttalib, pel qual és més conegut. Per la seva proximitat al profeta Muhàmmad i a l'imam Alí, del qual també era avi patern, Abd-al-Múttalib, malgrat ser un nom preislàmic, ha esdevingut un nom comú entre els musulmans xiïtes. Si bé Abd-al-Múttalib és la transcripció normativa en català del nom en àrab clàssic, també se'l pot trobar transcrit Abdul Muttalib, Abd al-Muttalib... normalment per influència de la pronunciació dialectal o seguint altres criteris de transliteració. Com a nom vinculat a la religió, també el duen musulmans xiïtes no arabòfons que l'han adaptat a les característiques fòniques i gràfiques de la seva llengua.